# Literární cena Vladimíra Vokolka
Literární cena Vladimíra Vokolka je soutěž pro mladé básníky, vyhlašovaná od roku 1997 statutárním městem Děčín a Městskou knihovnou Děčín. Soutěž odkazuje na památku Vladimíra Vokolka, českého básníka a esejisty, který v Děčíně žil a ve 40. letech působil jako ředitel děčínské knihovny. Jeho syn, spisovatel Václav Vokolek, byl také do roku 2005 členem poroty. Mezi další dlouhodobé členy poroty patří např. básníci Radek Fridrich, Tomáš Řezníček a Michal Jareš nebo literární historik Jiří Koten.
Soutěž má tři kategorie: A) pro autory od 15 do 18 let, B) 19 – 24 let a C) 25 – 35 let. Vyhlášení tradičně probíhá na počátku následujícího roku v děčínské knihovně. Ze soutěžních příspěvků je každoročně sestavován Sborník literární ceny Vladimíra Vokolka.

## Laureáti

### 1997

#### A (15–18 let)
- 2. místo – Lída Svobodová, Petra Šebrlová
- 3. místo – Jan Krblich

### 1998

#### A (15–18 let)
- 1. místo – Daniel Soukup
- 2. místo – Kateřina Rudčenková
- 3. místo – Viki Shock

#### B (19–24 let)
- 1. místo – M. F. Houbička
- 2. místo – Jan Pavel
- 3. místo – Michal Jareš, Jiří Gregar

### 1999

#### A (15–18 let)
- 1. místo – Jan Kačena
- 2. místo – Miroslav Klimeš
- 3. místo – Marie Kantůrková

#### B (19–24 let)
- 1. místo – Beata Reimannová
- 2. místo – Jan Pavel
- 3. místo – Vít Jarolím

### 2000

#### A (15–18 let)
- 2. místo – Vladislav Hřebíček
- 3. místo – Helena Hradská
- 3. místo – Dagmar Loubalová

#### B (19–24 let)
- 1. místo – Jan Losenický
- 2. místo – Daniel Soukup
- 3. místo – Milan Šedivý, Vojtěch Vaner

### 2001

#### A (15–18 let)
- 2. místo – Petr Váradi
- 3. místo – Vladislav Hřebíček

#### B (19–24 let)
- 1. místo – Daniel Soukup
- 2. místo – Vendula Borůvková
- 3. místo – Milan Šedivý

### 2002

#### A (15–18 let)
- 1. místo – Oto Dymokurský
- 2. místo – Jakub Svoboda
- 3. místo – Ondřej Parus, Honza Prokeš

#### B (19–24 let)
- 1. místo – Vladislav Hřebíček
- 2. místo – Zuzana Gabrišová
- 3. místo – Gabriel Pleska

### 2003

#### A (15–18 let)
- 3. místo – Zuzana Fílová, Nikola Šubrtová

#### B (19–24 let)
- 1. místo – paflapé
- 2. místo – Jakub Svoboda
- 3. místo – Irena Václavíková

#### C (25–35 let)
- 3. místo – Tomáš Makaj

### 2004

#### A (15–18 let)
- 3. místo – Tereza Syrová

#### B (19–24 let)
- 1. místo – Luboš Majzlík
- 2. místo – Ivo Brzák
- 3. místo – Marta Jirousová (Veselá)

#### C (25–35 let)
- 1. místo – Petr Štěpánek
- 3. místo – paflapé, Irena Václavíková

### 2005

#### A (15–18 let)
- 3. místo – Tereza Syrová

#### B (19–24 let)
- 1. místo – Richard Klíčník
- 2. místo – Jiří Palán
- 3. místo – Marta Jirousová (Veselá)

#### C (25–35 let)
- 1. místo – Petr Kukal
- 2. místo – Jitka Srbová
- 3. místo – Oskar Mainx

### 2006

#### A (15–18 let)
- 2. místo – Vít Procházka

#### B (19–24 let)
- 1. místo – Jana Hradilová
- 2. místo – Stanislav Černý
- 3. místo – Ondřej Hanus

#### C (25–35 let)
- 1. místo – Martin Zbořil, Jakub N. Ouhrabka
- 2. místo – Jan Przybyla
- 3. místo – Ondřej Kyas

### 2007

#### A (15–18 let)
- 3. místo – Apolena Rychlíková

#### B (19–24 let)
- 1. místo – Jana Hradilová
- 2. místo – Jonáš Červinka
- 3. místo – Kateřina Komorádová

#### C (25–35 let)
- 1. místo – Lenka Juráčková
- 2. místo – Lukáš Vlček
- 3. místo – Ivan Kopečný

### 2008

#### A (15-18 let)
- 2. místo – Michael Alexa
- 3. místo – Natálie Paterová

#### B (19–24 let)
- 1. místo – Tereza Verecká
- 2. místo – Tomáš Tománek
- 3. místo – Ondřej Hanus

#### C (25–35 let)
- 1. místo – Dan Jedlička
- 2. místo – Miroslav Boček
- 3. místo – Ladislav Puršl, Daniel Hradecký

### 2009

#### A (15–18 let)
- 1. místo – Alžběta Michalová
- 2. místo – Kristýna Montagová

#### B (19–24 let)
- 1. místo – Ondřej Hložek
- 2. místo – Jana Orlová
- 3. místo – Lucie Ferstová

#### C (25–35 let)
- 1. místo – Ondřej Novotný
- 2. místo – Richard Vysloužil
- 3. místo – Lukáš Bárta

### 2010

#### A (15–18 let)
- 3. místo – Alžběta Luňáčková

#### B (19–24 let)
- 1. místo – Jan Nemček
- 2. místo – Natálie Paterová
- 3. místo – Petr Mezihorák

#### C (25–35 let)
- 1. místo – Michal Šebesta
- 2. místo – Iva Vyskočilová

### 2011

#### A (15–18 let)
- 2. místo – Jakub Vaněk
- 3. místo – Anna Citterbergová

#### B (19–24 let)
- 1. místo – Jan Delong
- 2. místo – Monika Plisková
- 3. místo – Marie Krystýnová

#### C (25–35 let)
- 1. místo – Ondřej Hložek
- 2. místo – Tomáš Tománek, Tomáš Čada

### 2012

#### A (15–18 let)
- 1. místo – Petr Steindl

#### B (19–24 let)
- 1. místo – Vojtěch Kallai
- 3. místo – Sebastian Mráz

#### C (25–35 let)
- 1. místo – Petr Mezihorák
- 2. místo – Anna Bolavá
- 3. místo – Jiří Měsíc

### 2013

#### A (15–18 let)
- 2. místo – Síta Hrňová
- 3. místo – Eliška Kohlíčková

#### B (19–24 let)
- 1. místo – Kristýna Montagová
- 2. místo – Tomáš Chmelař
- 3. místo – Jan Punda

#### C (25–35 let)
- 1. místo – Ivana Kašpárková
- 3. místo – Aneta Freislerová

### 2014

#### A (15–18 let)
- 1. místo – Eliška Kohlíčková
- 2. místo – Šimon Leitgeb

#### B (19–24 let)
- 1. místo – Teodor Kravál
- 2. místo – Lucie Juřenová
- 3. místo – Jiří Štěpán

#### C (25–35 let)
- 1. místo – Klára Goldstein
- 2. místo – Jan Váňa
- 3. místo – Martin Šindelář

### 2015

#### B (19–24 let)
- 1. místo – Teodor Kravál
- 2. místo – Adam Hošek
- 3. místo – David Kořínek

#### C (25–35 let)
- 1. místo – Jiří Štěpán
- 2. místo – Jan Spěváček
- 3. místo – Pavlína Skálová

### 2016

#### B (19–24 let)
- 1. místo – Matouš Holada
- 2. místo – Kateřina Ocisková
- 3. místo – Jakub Rosák, David Krkoška

#### C (25–35 let)
- 1. místo – Tereza Šustková
- 2. místo – Michal Kvirenc, Dagmar Plamperová
- 3. místo – Jan Spěváček

### 2017

#### A (15–18 let)
- 1. místo – Anna Gažiová

#### B (19–24 let)
- 1. místo – Radek Touš
- 2. místo – Jakub Cepník
- 3. místo – Adam Hošek, David Kořínek, Pavlína Borská

#### C (25–35 let)
- 1. místo – Pavlína Lodeová
- 2. místo – Martin Trdla
- 3. místo – Dagmar Plamperová

### 2018

#### A (15–18 let)
- 1. místo – Šimon Kinc
- 2. místo – Mayuri Vaculíková

#### B (19–24 let)
- 1. místo – Veronika Jončevová
- 3. místo – Adam Šabat, Štěpán Hýsek

#### C (25–35 let)
- 1. místo – Pavel Mrověc
- 2. místo – Vojtěch Velíšek
- 3. místo – Petr Vala[2]

### 2021

#### A (15–18 let)
- 1. místo – Erubescit (Jílové u Prahy)
- 2. místo – František Sponar (Brno)

#### B (19–24 let)
- 1. místo – neuděleno
- 2. místo – Felix Juxl (Děčín/Brno)
- 3. místo – Eva Miléřová (Jalubí, okr. Uh. Hradiště)
- 3. místo – Sufian Massalema (Liberec)

#### C (25–35 let)
- 1. místo – Petr Ligocký (Bohumín)
- 2. místo – Jan Krejčí (Brno)
- 3. místo – Jan Ševčík (Rožnov p. Radhoštěm)
- 3. místo – Jiří Žák (Olomouc)

### 2022

#### A (15–18 let)
- 1. místo - Josef Barták (Hluboká n. Vltavou)

#### B (19–24 let)
- 1. místo - Apolena Vybíralová (Luka n. Jihlavou)
- 2. místo - Antonín Zhořec (Stříbrná Skalice)
- 3. místo - Elle Peterková (České Budějovice)
- 3. místo - Jaromíra Zálišová (Malé Svatoňovice)

#### C (25–35 let)
- 1. místo - Markéta Běhalová (Olomouc)
- 2. místo - Rosalie Wernischová (Praha)
- 3. místo - Jakub Bičan (Kelč)
- Uznání poroty - Tomáš Vít (Brno)

### 2023

#### A (15–18 let)
- 1. místo - Mellanie Kašjak (Mečeříž)
- 2. místo - Dorota Poklopová (Děčín)
- 3. místo - Lukáš Matouš (Ústí nad Labem)
- Uznání poroty - Lukáš Zavadil (Vernéřovice)

#### B (19–24 let)
- 1. místo - Lucie Janečková (Žeranovice)
- 2. místo - Daniela Kulhavá (Vilémov)
- 3. místo - Ester Truxová (Jívka)
- Uznání poroty - Eva Miléřová (Jalubí)

#### C (25–35 let)
- 1. místo - Jan Krasický (Ostrava-Poruba)
- 2. místo - Ladislav Slezák (Pardubice)
- 3. místo - Tomáš Vít (Brno)
- Uznání poroty - Zuzana Glatzová (Drásov)

### 2024

#### A (15–18 let)
- 1. místo – neuděleno
- 2. místo – Marie Šafářová (Martínkovice)
- 3. místo – Nela Fabíková (Havířov)
- 3. místo – Agáta Zahradnická (Jičín)

#### B (19–24 let)
- 1. místo – Lukáš Matouš (Ústí nad Labem)
- 2. místo – Alice Knoblochová (Mladá Boleslav)
- 3. místo – Valerie Tichá (Mrákotín)
- 3. místo – Šimon Kinc (Lukov)

#### C (25–35 let)
- 1. místo – Jan Ševčík (Zubří)
- 2. místo – Marie Kliková (Jindřichův Hradec)
- 3. místo – Hynek Veselý (Brno)